# Rotterdamse Citadis
De Rotterdamse Citadis is een vanaf 2003 in Rotterdam rijdende trammotorwagen van het type Citadis van de Franse fabrikant Alstom. Sinds de buitendienststelling van het verouderde ZGT-materieel in 2014 is dit het enige tramtype van de RET.

## Citadis I
In het kader van het HOV-concept "TramPlus", schafte de RET voor 100 miljoen euro 60 Citadis 302-trams (5-delig) aan. Op 25 augustus 2003 werd de Citadis officieel gepresenteerd aan het publiek. Sindsdien werden deze trams ingezet op het Rotterdams tramnet. In de eerste instantie zijn ze ingezet op de inmiddels opgeheven tramlijn 20. Later verschijnen ze op de overige Rotterdamse tramlijnen. De Rotterdamse versie van de Citadis heeft een 100% lage vloer, is 2,40 meter breed en biedt aan 63 reizigers een zitplaats. Met 31,5 meter waren dit enige tijd de langste trams van Nederland.
Op 10 maart 2014 raakten de trams 2029 en 2035 bij een kettingbotsing zwaar beschadigd. De kop van de 2029 en de achterbakken van de 2035 werden daarna samengevoegd tot een rijvaardige tram, deze kreeg het nummer 2029.
Vanaf 2015 ondergingen de 59 overgebleven Citadis-trams van de eerste generatie een revisie; ze kregen nieuwe draaistellen, kunstleren stoelen, LED lampen, airconditioning, reisinformatieschermen en werden de flipdot-displays van de bestemmingsaanduiding vervangen door LED-displays.
In de zomer van 2020 werd de kleurstelling van de trams gewijzigd, hierbij werden de groene en rode banen aan de zijkanten van de trams vervangen door blauwe en rode banen.

## Citadis II
Met de Citadis I wordt altijd op de TramPluslijnen gereden. Op de tramlijn 7 kon dit eerst niet omdat de rijtuigen uit de eerste serie te lang zijn, en dus te veel overstek hebben in de bochten waardoor twee trams elkaar konden raken. Daarom is de tweede serie van 53 rijtuigen die in 2007 werd besteld een halve meter korter. Deze tweede bestelling was nodig om de oude, bijna afgeschreven ZGT 700-en en 800-en te vervangen. De eerste Citadis uit de tweede levering werd op 2 februari 2011 door de leverancier gepresenteerd. In de maanden daarop volgend werden alle rijtuigen afgeleverd en in dienst gesteld. De trams verschillen op een paar punten van de eerste serie. Zo zijn er stoelen met zachte zittingen, LED-displays in plaats van flipdot-displays en achterin zijn de leunplaatsen anders ingedeeld. Verder heeft de achterruit een ruitenwisser gekregen en kunnen de zijruiten niet meer worden geopend. Ook heeft elke deur twee knoppen om te openen. Ook zijn er displays waar reisinformatie en advertenties op worden getoond. Als de tram bij een halte staat worden op dit scherm camerabeelden weergegeven. Ook technisch zijn er enkele verschillen tussen de Citadis 1 en 2. Zo heeft de Citadis 2 een terugrolbeveiliging en volledige ABS. Ook remt de 2 serie anders. Wanneer de bestuurder zijn pookje in de remstand zet dan berekent de tram razendsnel hoe zwaar hij op dat moment is en geeft dan een bijpassend gevraagd remkoppel, dit in tegenstelling tot de 1 serie die alleen rembekrachtiging heeft.
Op 31 maart 2011 kwamen de eerste drie beschikbare wagens in dienst op lijn 23 en lijn 25, waarna ze ook op lijn 20 en lijn 21 verschenen. In augustus 2011 waren er al ruim 20 wagens in dienst, waarbij de inzet zich voornamelijk concentreerde op TramPluslijn 21. Sinds 22 november 2011 rijdt de Citadis 2 ook op lijn 8. Sinds begin 2012 worden ook Citadissen ingezet op lijn 4 en lijn 7, zodat ze nu op alle Rotterdamse tramlijnen rijden.
In mei 2012 was de levering van de tweede serie gereed. De vloot Citadis-trams in Rotterdam bestaat daarmee uit 113 wagens.
In de zomer van 2020 werd de kleurstelling van de trams gewijzigd, hierbij werden de groene en rode banen aan de zijkanten van de trams vervangen door blauwe en rode banen.
In februari van 2022 is tramrijtuig 2149 ingericht als ''Slimme tram''. In deze tram worden er verschillende nieuwe technieken getest, waaronder de toepassing van Advanced Driver Assistance Systems (ADAS), LED-strips bij de deuren die groen knipperen wanneer de deur opengaat, groen wanneer de deur open staat, en rood knipperen wanneer de deur sluit. Ook zijn de stoelen blauw bekleed, met rode bekleding bij stoelen voor reizigers met een lichamelijke beperking.

Rotterdamse Citadis
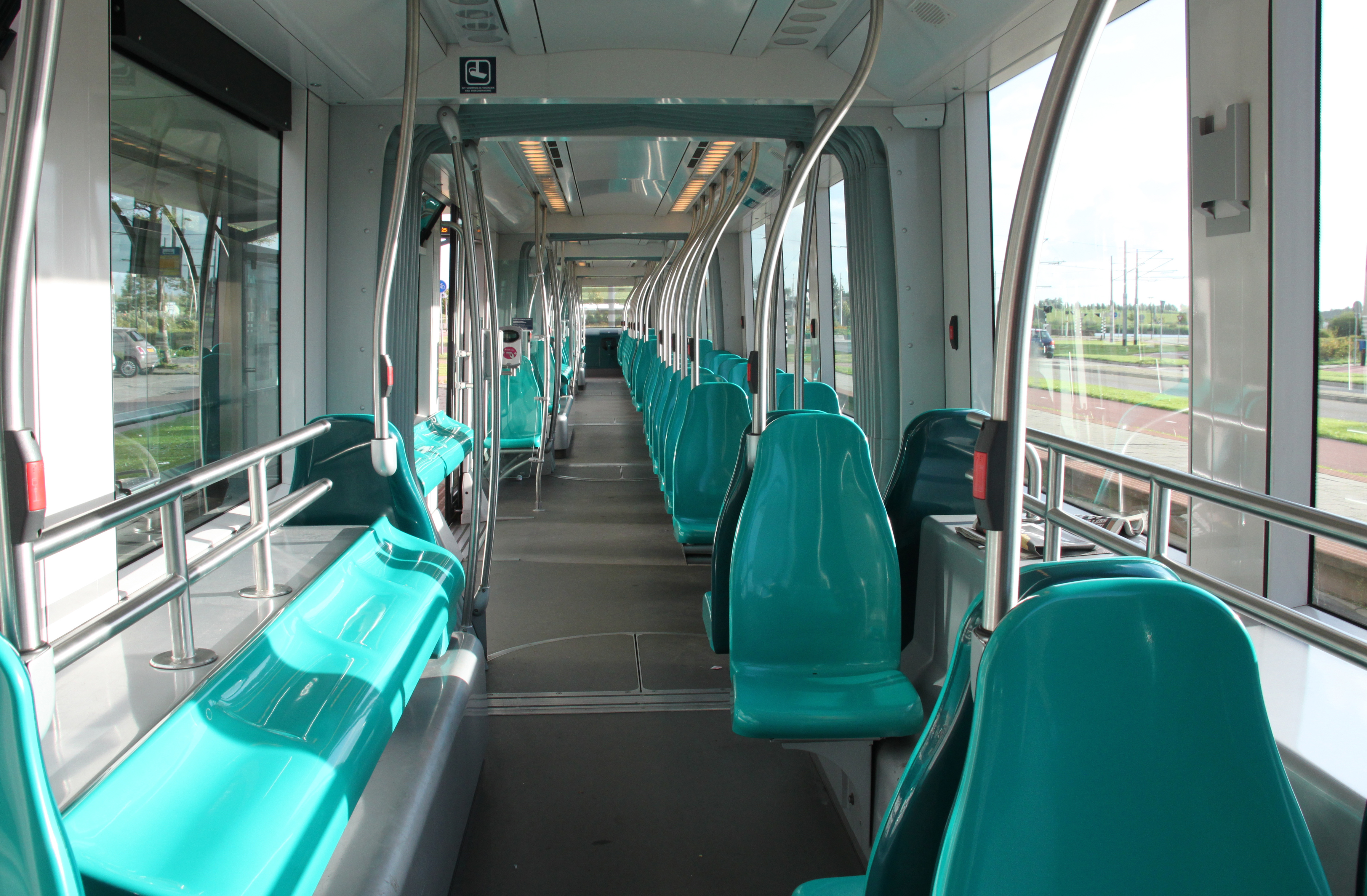
Oorspronkelijke interieur van de Rotterdamse Citadis
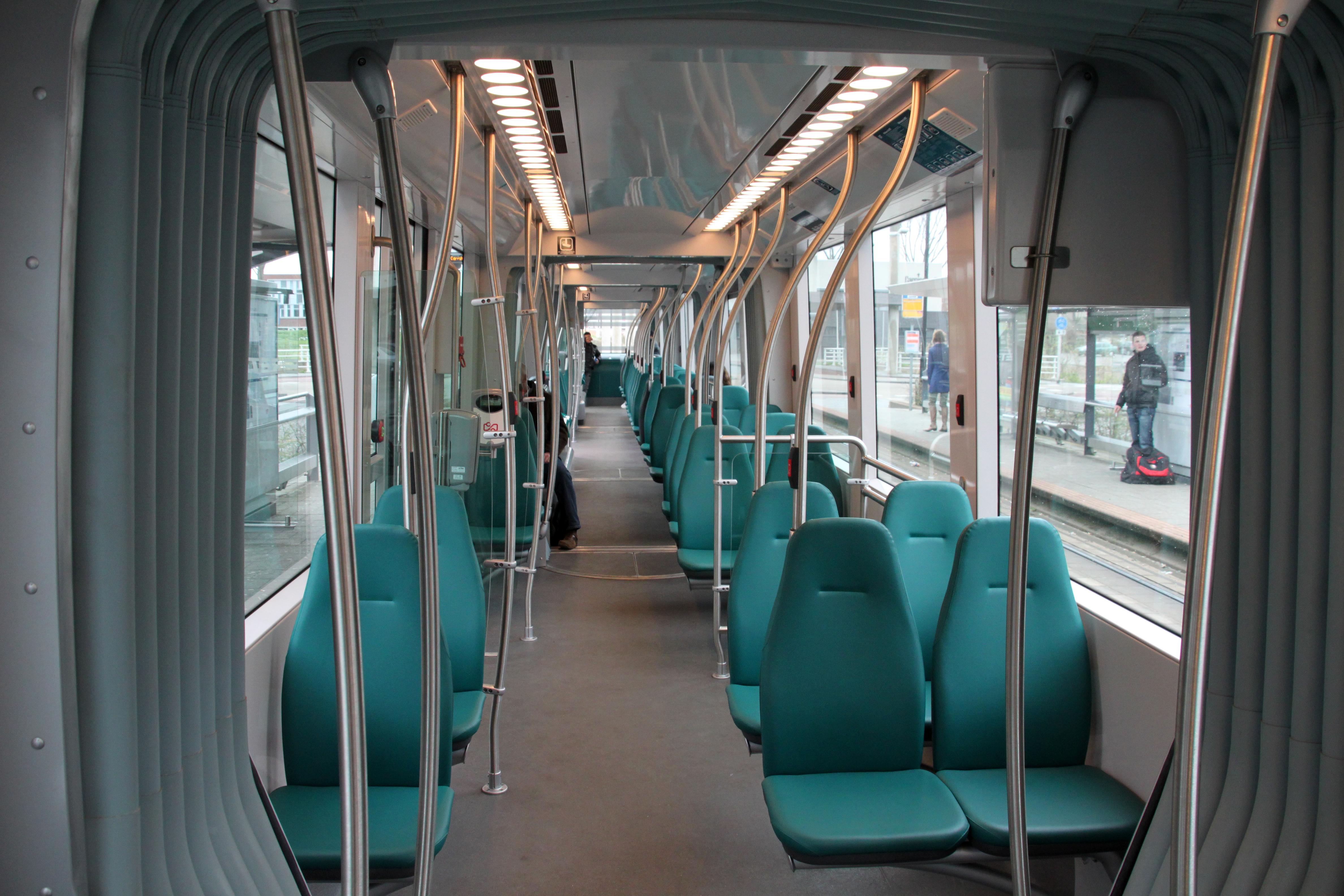
Het interieur van de Citadis 2
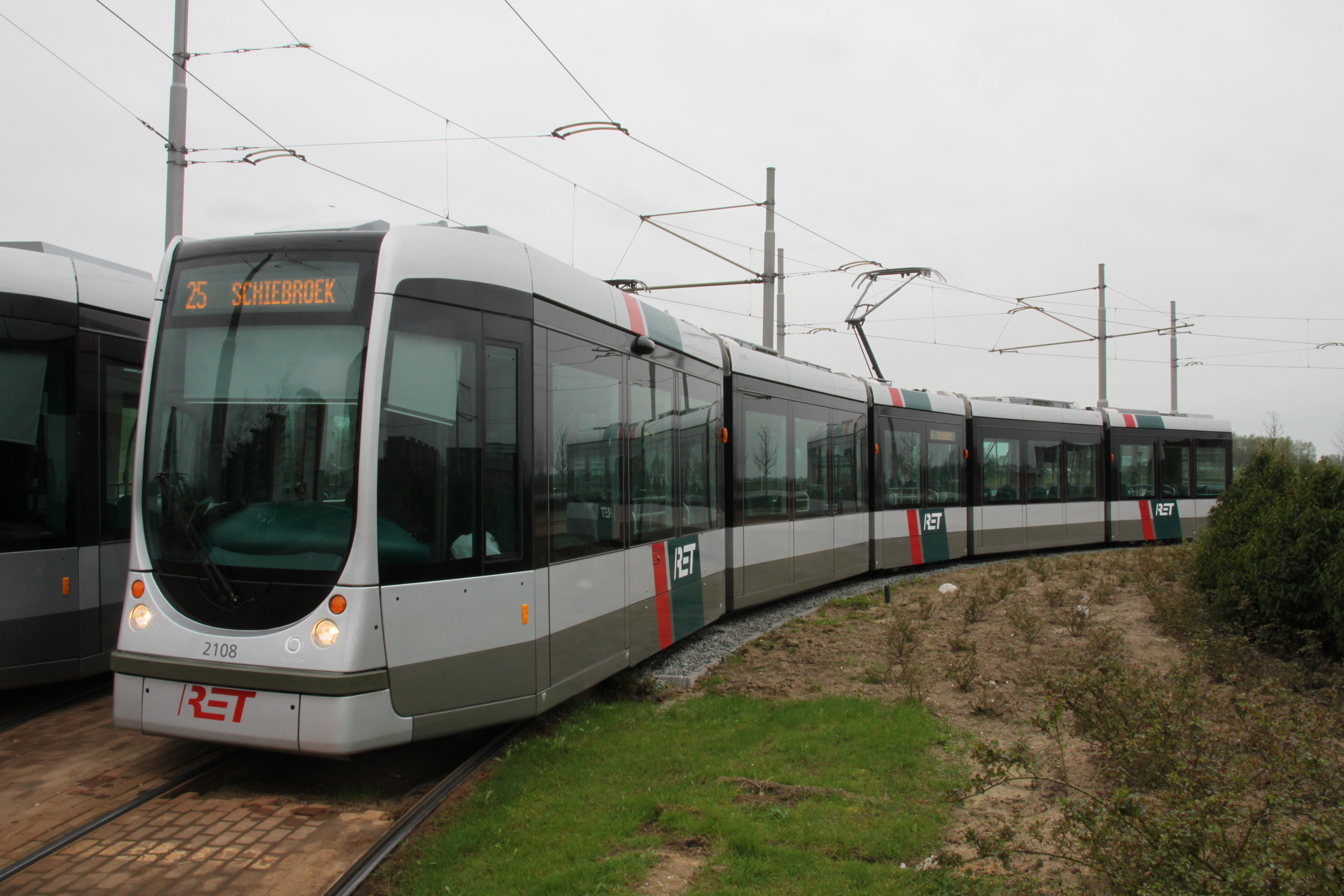
Het exterieur van de Citadis 2

## Trivia
Citadis 2143 is op 5 april 2012 gebruikt als decor voor het tv-spektakel The Passion.